# Germoglio (alimento)
Il germoglio di alcune piante può rappresentare una fonte nutrizionale per animali ed esseri umani. Grazie agli enzimi attivati durante la germinazione le sostanze nutritive all'interno del seme sono predigerite, quindi le proteine sono scisse in amminoacidi e i lipidi in glicerolo e acidi grassi. I semi e i germogli hanno un contenuto energetico molto elevato dovuto alla grande quantità di carboidrati e sono poveri di grassi, che servono appunto alla germinazione.

## Proprietà nutritive del seme germogliato
I carboidrati, presenti soprattutto sotto forma di amidi nei semi, per l'accrescimento dei germogli vengono trasformati in zuccheri semplici assimilabili molto velocemente dal corpo umano. La presenza di questi zuccheri spiega il perché del sapore spesso dolce dei germogli.
Anche le proteine subiscono una demolizione grazie agli enzimi attivati durante la germinazione; le proteine si scindono nei loro componenti di base, gli aminoacidi essenziali anch'essi per il nostro organismo.
I grassi subiscono la stessa sorte delle proteine e sono scissi nei loro componenti di base: acidi grassi e glicerolo.
I sali minerali e gli oligoelementi divengono più facilmente assimilabili in quanto vengono chelati (combinati) con gli amminoacidi.
La quantità di proteine e quindi di amminoacidi aumenta notevolmente, gli acidi nucleici che contengono il patrimonio genetico di ogni essere vivente aumentano sensibilmente; questo spiega perché i germogli hanno capacità riparative e ristrutturanti. Molte varietà di germogli contengono sostanze anticancerogene che agiscono selettivamente sulle cellule cancerogene (risultato da studi ed esperimenti di laboratorio negli USA).
Le vitamine durante il processo di germinazione aumentano fino al 100% rispetto al seme e fino al 1400% rispetto alla pianta adulta.
Sono tantissime le varietà di germogli che possono venire consumati quotidianamente: oltre a quelli di soia, che sono i più conosciuti, esistono almeno altri 40 tipi di germogli integrabili nella dieta umana. Spesso vengono impropriamente chiamati "germogli di soia" i germogli del fagiolo mung verde (Vigna radiata), mentre i veri germogli di soia sono soltanto quelli che si sviluppano dal seme di Glycine max. Si trovano in commercio tre tipi di soia gialla, verde e rossa: l'unico vero seme di soia è quello di soia gialla (Glycine max), le altre due varietà verde (Vigna radiata) e rossa (Vigna angularis) sono invece rispettivamente il fagiolo mung (verde) e il fagiolo azuki (rosso). Le ultime due varietà contengono inoltre sostanze leggermente tossiche.
- Germogli di semi di alfalfa (pianta) (erba medica): ricchissimi di vitamine ed amminoacidi essenziali.
- Germogli di semi di cavolo rosso: sapore di cavolo, leggermente piccante; ha colore violetto;
- Germogli di semi di cavolo broccolo: sapore di cavolo leggermente più accentuato, meno piccante;
- Germogli di semi di porro: colore verde chiaro, robusto sapore di porro;
- Germogli di semi di ravanello sango: sapore di ravanello decisamente piccante; sapore molto intenso; colore rosso scuro;
- Germogli di semi di ravanello Daikon: variante verde della varietà rossa;
- Germogli di semi di bietola rossa: sapore neutro, ma a causa del colore rosso violetto è un germoglio che si presta a guarnizioni;
- Germogli di semi di finocchio: sapore e profumo di finocchio;
- Germogli di semi di pisello: dal sapore estremamente delicato.

Alcune preparazioni:
- Mix antiossidante: germogli di alfalfa, senape e ravanelli (daikon, sango, nero), che offrono insieme un sapore delicato con punte piccanti;
- Mix omega-3: germogli di semi di lino, colza, crescione, ravanello sango e trifoglio; è un mix ricco di Omega-3 che aiuta a mantenere pulite le arterie e basso il colesterolo.

## Coltivazione del germoglio da seme
I semi, utilizzati germogliati in insalata soprattutto nella cucina macrobiotica, sono ricchi di vitamine del gruppo B e di sali minerali.

### Procedura per la germinazione
In un vasetto di vetro a base larga, distribuire uno strato di 1 cm di semi secchi. Aggiungere acqua fino a coprirli abbondantemente: i semi assorbiranno l'acqua gonfiandosi. Lasciare in ammollo una notte intera (12 ore). Gettare l'acqua, sciacquare bene i semi in un colino da te o colapasta a seconda delle dimensioni dei semi e rimetterli nel vasetto. Sciacquarli 3-4 volte al giorno, in modo che siano sempre umidi, ma non bagnati poiché potrebbero marcire. Continuare a sciacquarli più volte al giorno fino a quando i germogli hanno raggiunto una lunghezza di 2–3 cm o più. Tagliare una manciatina di germogli da aggiungere alle insalate.
Esistono in vendita anche appositi germogliatori, apparecchi in plastica o altro materiale utilizzati per rendere più facile la germinazione dei semi. 